# NGC 1427
NGC 1427 este o galaxie eliptică situată în constelația Cuptorul. A fost descoperită în 28 noiembrie 1837 de către John Herschel. Se află la o distanță de 19,95 megaparseci de Pământ.